# Dimitrios Maximos
Dimitrios Maximos (Δημήτριος Μάξιμος; Patrasso, 6 luglio 1873 – 17 ottobre 1955) è stato un politico greco.

## Biografia
Ministro degli Esteri dal 1933 al 1935 durante il governo di Panagīs Tsaldarīs e successivamente per un breve periodo primo ministro della Grecia dal 25 gennaio al 29 agosto 1947
La sua abitazione, nel centro di Atene è stata fino al 1982 la sede ufficiale dei primi ministri della Grecia.